# Sant Joan Despí
Sant Joan Despí o San Juan Despí (oficialmente en catalán: Sant Joan Despí, pronunciado [ˈsaɲ ʒuˈan dəsˈpi], forma arcaica con artículo sigmático: Sant Joan del Pi) es un municipio español de la provincia de Barcelona, situado en la comarca del Bajo Llobregat, comunidad autónoma de Cataluña. Su historia se remonta a la era romana en que recibía el nombre de Vicomiciano. Posteriormente el municipio tuvo varios nombres, destacando San Juan del Llobregat y San Juan Despí. Durante la Guerra Civil, el nombre de la población pasó a ser "Pi de Llobregat", eliminando las connotaciones religiosas. En 1939 se dejó sin efecto este cambio de nombre, y se mantuvo San Juan Despí como forma oficial hasta 1984, cuando se adoptó el nombre en catalán Sant Joan Despí.

## Geografía
Integrado en la comarca de Bajo Llobregat, se sitúa a 10 kilómetros del centro de Barcelona. El término municipal está atravesado por la autovía del Nordeste A-2 entre los pK 605 y 607 y por la autovía B-23, que une la avenida Diagonal de Barcelona con la autopista AP-7. El relieve del municipio es prácticamente llano, al ocupar la margen izquierda del río Llobregat. La altitud oscila entre los 85 metros en las zonas más alejadas del río y los 10 metros a orillas del mismo. El centro urbano se alza a 14 metros sobre el nivel del mar. 
| Noroeste: San Feliú de Llobregat    | Norte: San Feliú de Llobregat y San Justo Desvern | Noreste: Esplugas de Llobregat |
| Oeste: Santa Coloma de Cervelló     |                                                   | Este: Cornellá de Llobregat    |
| Suroeste: San Baudilio de Llobregat | Sur: San Baudilio de Llobregat                    | Sureste: Cornellá de Llobregat |

### Comunicaciones
El municipio cuenta con quince líneas de autobuses intermunicipales, trece diurnas (L20, L46, L52, L77, L79, 63, 78, 157, E30, E43, L566 y L567) y dos nocturnas (N12 y N15), que incluyen San Juan Despí como punto de paso y parada en sus itinerarios.
La comunicación entre los cuatro barrios del municipio queda cubierta con la línea L46, que los recorre conectándolos con el metro en la estación de Sant Ildefons de Cornellá de Llobregat
en un trayecto que dura alrededor de una hora.
Asimismo, el municipio dispone de las líneas 1 y 4 de Rodalies de Catalunya, que une el municipio con Barcelona en alrededor de 10 minutos y el Trambaix (T1, T2 y T3), cuyo trayecto lleva a la avenida Diagonal de Barcelona en algo más de media hora.
Se han anunciado en diversas ocasiones, la llegada del metro a San Juan Despí. Los últimos planes consideran la prolongación de la línea de metro L3 que conectará San Juan Despí con el centro de Barcelona y otros municipios del Bajo Llobregat. Sin embargo dicho plan -como los anteriores- aún no se ha implementado.

## Demografía
Sant Joan Despí cuenta con una población de 35 083 habitantes (INE 2024).
| Gráfica de evolución demográfica de Sant Joan Despí entre 1842 y 2021 |
| |
| Población de derecho según los censos de población del INE. Población de hecho según los censos de población del INE.En estos censos se denominaba San Juan Despí: 1842, 1857, 1860, 1877, 1887, 1897, 1900, 1910, 1920, 1930, 1940, 1950, 1960, 1970 y 1981. |

Dada su cercanía a Barcelona, San Juan Despí ha visto crecer su población constantemente durante el siglo XX. De los menos de 1000 habitantes que había en 1900, hasta los 31 671 en 2007. Según el Instituto Nacional de Estadística de los datos de 2020, San Juan Despí tiene 34 267 habitantes.
San Juan Despí consta de cuatro barrios bien diferenciados: el barrio Centro, el barrio de Les Planes, el barrio de Pla del Vent-Torreblanca y el barrio Residencial Sant Joan (popularmente conocido como TV3, ya que aquí se encuentran los estudios de la Televisión de Cataluña). El barrio con más habitantes es el Centro (14 946), seguido por Les Planes (10 220); a gran distancia de ellos se encuentran Torreblanca-Pla del Vent (3685) y Residencial Sant Joan (2587).

## Historia
Este rincón del fértil valle del Llobregat ha sido poblado desde hace milenios, como atestiguan los restos de cabañas y tumbas neolíticas en los alrededores del barrio de Torreblanca y Les Begudes. Posteriormente, en época de los iberos, se convirtió en uno de los corredores naturales de comunicación de la costa y la zona portuaria del estuario del Llobregat con los territorios al interior. Los primeros poblados que se situaron en lo alto de las montañas vecinas, como el poblado íbero Peña del Moro en la vecina localidad de Sant Just Desvern, pasaron a situarse en zonas más llanas ya en el siglo II a. C.
La consolidación del puerto en el estuario del Llobregat, la fundación de Barcino y la construcción de un tramo de la Vía Augusta hicieron de esta zona uno de los principales focos de romanización. En los alrededores de la iglesia se encuentran los restos de una importante villa romana, muy probablemente propiedad de la importante familia de los Minicis Natalis, de la antigua Barcino. De esta villa se encontraron restos de sus instalaciones industriales, numerosos fragmentos de mármoles y mosaicos y los restos de un acueducto que a buen seguro alguna aprovisionaría de agua a las termas de la villa. Este establecimiento perduró en los siglos siguientes a la caída del Imperio romano; un importante campo de silos y numerosos restos de cerámica atestiguan un consolidado núcleo de población entre los siglos V y VIII.
La historia narra un hecho que podemos situar en San Juan Despí, relacionado con el establecimiento de los visigodos en la ciudad de Barcino. El ejército que acompañó a Ataúlfo se establecería en esta zona a principios del siglo IV, con grandes villas donde poder encontrar todo lo necesario para el abastecimiento de las tropas y a un paso de la ciudad, a 12 millas[cita requerida] de Barcelona. Ataulfo, casado con Gala Placidia, quiso crear una dinastía emparentada con la mismísima familia imperial de Roma. Este hecho llevó a crearse enemigos entre los suyos y fue asesinado en la ciudad. Como acto de humillación, encadenaron a Gala Placidia y la llevaron andando hasta Duodécimo, el duodécimo miliario, el lugar donde descansarían las tropas visigodas, lo que hoy sería San Juan Despí.
Aparte de este testimonio histórico, no será hasta finales del siglo X cuando volvamos a tener noticias históricas de San Juan Despí, primero como San Juan de Vicomiciano, San Juan de Llobregat y finalmente como Sant Joan Despí. El núcleo de población alrededor de la iglesia se consolidó, junto con un poblamiento disperso en masías. De esta época destaca la torre circular de Cal Felip, Cal Maset y la ermita del Bon Viatge a los pies de este antiguo tramo de la Vía Augusta que todavía hacía de principal ruta de comunicación de la costa con el interior de Cataluña.
Como otros testimonios del pasado, se conservan las mansiones que se construyeron en el siglo XVIII en la calle Mayor, como Can Pau Torrents, donde se situó el jardín botánico de Jaume Salvador i Pedrol en 1723, el primero de España y uno de los primeros de Europa.
Hasta 1830 el municipio se extendía a ambos lados de la que hoy conocemos como carrer Bon Viatge y seguía por el Camí del Mig y la calle de Cataluña para ir a encontrarse con el Despoblat y el arrabal de Les Begudes, donde se dispersaban campos y masías.
Al final del siglo XIX nació el ensanche de San Juan Despí, entre las calles de Las Torres y de Francesc Macià. Es un trazado en línea recta, paralela a la línea del ferrocarril, donde se levantaron las residencias de verano de algunos barceloneses al final del siglo XIX y principios del XX. Si nos situamos en la línea divisoria que representó la línea del ferrocarril a mediados del siglo pasado para el núcleo poblacional de San Juan Despí y miramos hacia la parte alta, en un punto intermedio situaríamos la avenida de Barcelona (antiguamente riera de la Fontsanta) y observaríamos a mano izquierda el Samontà y, a mano derecha, Les Planes. El Samontà era la parte con más pendiente y se extendía hacia Sant Just Desvern y Esplugues de Llobregat. En cambio, a la derecha, en una zona más plana, se extendía el otro secano, Les Planes, limitando con Cornellá de Llobregat.
Para la zona del Samontà se proyectó en 1926 una urbanización nueva de la mano del arquitecto Josep M. Jujol. Esta urbanización suponía la construcción de un nuevo barrio perfectamente delineado y estudiado, que contenía una plaza radial de la cual nacían nuevas calles donde edificar todo un barrio nuevo. El proyecto estuvo inmovilizado unos años y hacia 1947 se reemprendió, llegando a confeccionarse un padrón fiscal con las correspondientes derramas a pagar por parte de los propietarios de las fincas rústicas para la redacción del proyecto. A pesar de todo, el proyecto no prosperó y el Plan comarcal de 1953, que ofrecía terrenos industriales fuera de Barcelona, hizo que esta zona de San Juan Despí figurara como zona industrial (que con el tiempo se transformaría en el polígono industrial Fontsanta) y fue la empresa Gallina Blanca la primera en instalarse, siguiéndola otras más.
Con esto desapareció la idea de ensanche del núcleo principal de San Juan Despí por encima de la vía del ferrocarril y, además, nacía una nueva barrera que separaría físicamente el núcleo antiguo con el resto de barrios existentes (Pla del Vent, La Mossota...) y con el que iría naciendo a base de dar cabida a todos aquellos trabajadores que se desplazaron de sus municipios de origen (principalmente de Andalucía) atraídos por la oferta de ocupación que ofrecía el nuevo polígono industrial: Les Planes.
Durante los años 60 y 70 San Juan Despí crecía indiscriminadamente. En 1960 el municipio tenía 4711 habitantes y en 1970, 16 055. El barrio de Les Planes fue totalmente edificado y el núcleo antiguo sufrió el derribo de muchas fincas que se reconvertirían en islas enteras de bloques de viviendas, la mayoría de ellas de una estética y confortabilidad muy alejada de los estándares de calidad exigibles.
Durante los años 80, democratizadas las administraciones públicas, la ordenación de las ciudades fue uno de los principales proyectos de los gobernantes. La crisis económica ayudó a hacerlo muy poco a poco: zonas verdes, parques o equipamientos. A mediados de la década nacen el Polígono Residencial San Juan y el sector Torreblanca.
En 1985 la Corporació Catalana de Ràdio i Televisió decidió ubicar sus instalaciones de TV3 en el Polígono Residencial Sant Joan —de aquí que al barrio también se le conozca como barrio de la TV3—. Le siguieron toda una serie de empresas de construcción que comenzaron a edificar bloques de viviendas hasta casi 1997. Se ha conseguido unir este barrio con el resto, y principalmente con el de Les Planes, con la construcción del puente de Marqués de Monistrol y con el parque de la Fontsanta.
A finales de los 90 comenzó la urbanización de una zona agrícola contigua al barrio centro y próxima al río Llobregat. Se trata del Ensanche, zona residencial en crecimiento que tiene como eje central la rambla de Jujol.

## Símbolos
El escudo de San Juan Despí se define por el siguiente blasón:
«Escudo embaldosado: de oro, un pino arrancado de sinople con un Agnus Dei de argén (llevando la banderola de gules cargada de una cruz plena de argén, con el asta cruzada de argén) reguardando travesado en el tronco. Por timbre una corona mural de pueblo.»
Fue aprobado el 10 de abril de 1984.

## Monumentos y lugares de interés

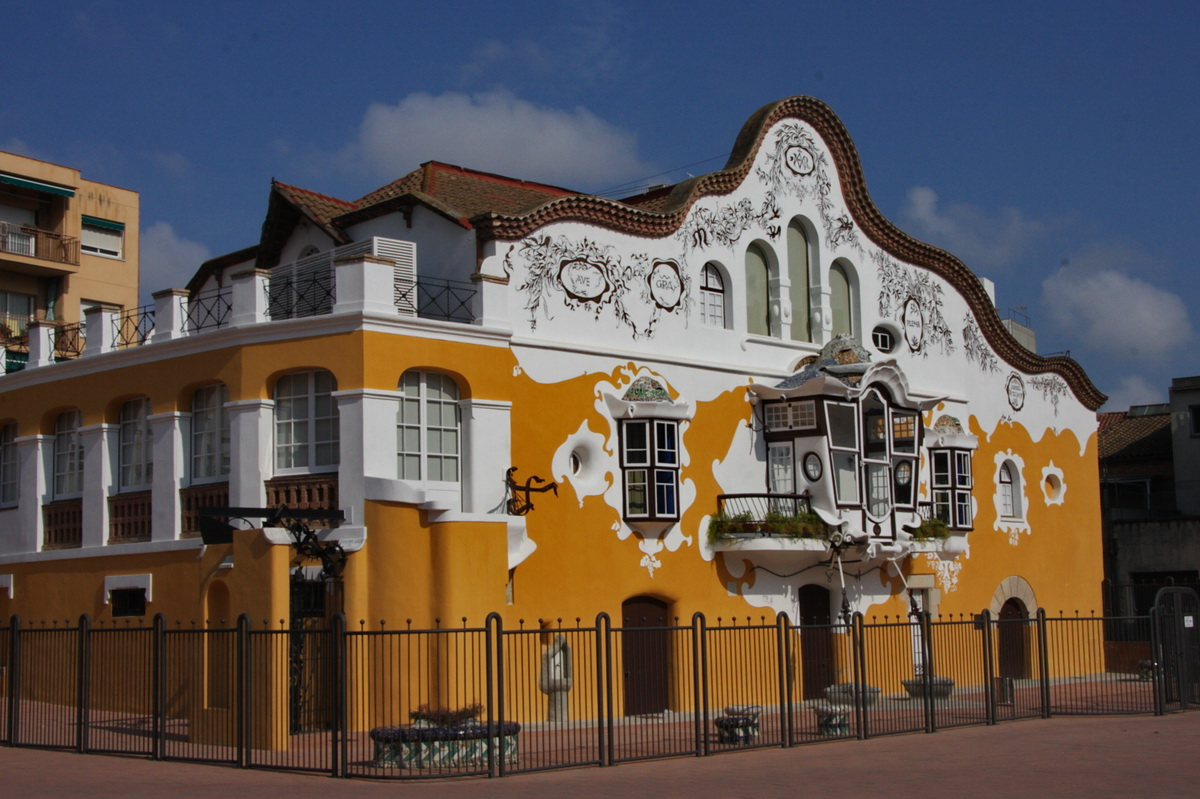
Centro Jujol, Can Negre

San Juan Despí no se ha escapado del urbanismo más especulador, como cualquier otro municipio de la comarca. Pero entre tanto hormigón se encuentran algunos restos de su pasado. El municipio cuenta con una ermita románica, muy transformada, pero que sorprende encontrar junto a la iglesia parroquial. Asimismo, la localidad cuenta con varios edificios modernistas de algunos de los arquitectos con más renombre que este movimiento tuvo en Cataluña: Julio María Fossas (1868-1945), Josep Domènech i Mansana (1885-1973), Josep Maria Jujol (1879-1949), Ignasi Mas i Morell (1881-1953), Cèsar Martinell (1888-1973) y Adolf Florensa (1889-1968). Sin duda alguna, el que más huella ha dejado en la localidad es Josep Maria Jujol, con obras tan características como Centro Jujol - Can Negre, símbolo de San Juan Despí, situada en el barrio Centro o la Torre de la Creu, conocida popularmente como la Torre dels Ous (Torre de los Huevos) (situada también en el barrio del centro, al lado de la estación de la Renfe). Otras obras que merecen ser citadas son la Torre Jujol o el Ayuntamiento, así como otras villas de antiguos burgueses barceloneses que aún se encuentran en el barrio Centro y que no han sido víctimas de la especulación urbanística.

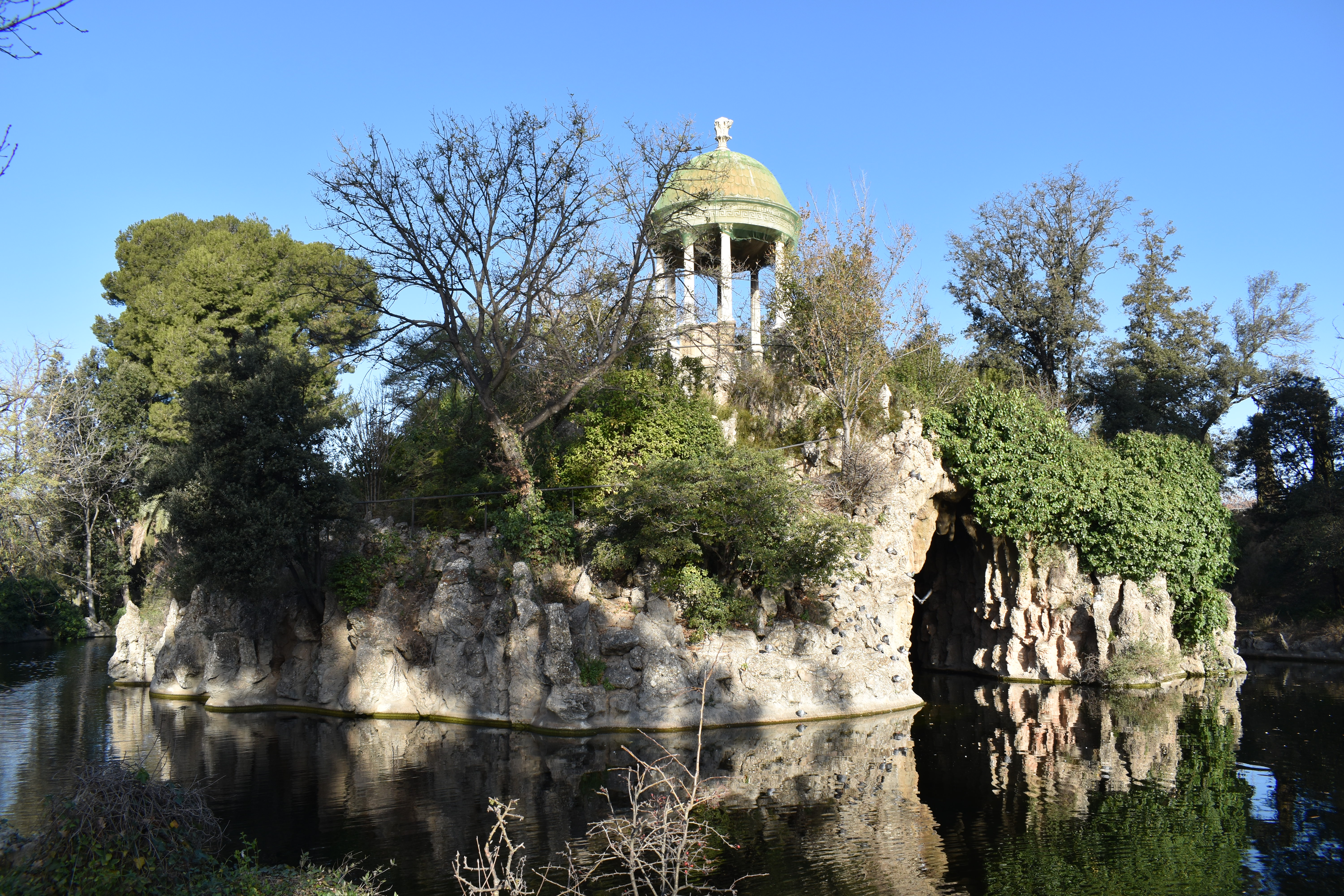
Parque de Torreblanca

Asimismo, San Juan Despí tiene el honor de ser el municipio del Bajo Llobregat con más hectáreas de zona verde; una visita por sus parques bien vale la pena. El más grande de todos ellos es, sin duda, el parque de la Fontsanta, entre Les Planes y Residencial Sant Joan. Situado en lo que antaño fue un vertedero de basuras, hoy es un lugar de esparcimiento para los ciudadanos. Sin embargo, el más bello de todos los parques es el parque de Torreblanca, situado entre San Juan Despí y Sant Just Desvern, y sede del Consejo comarcal del Bajo Llobregat.
En San Juan Despí se encuentran también la ciudad deportiva Joan Gamper del Fútbol Club Barcelona y los estudios centrales de Televisió de Catalunya. Además, el municipio cuenta con el Hospital de Sant Joan Despí Moisès Broggi.

### Parroquias

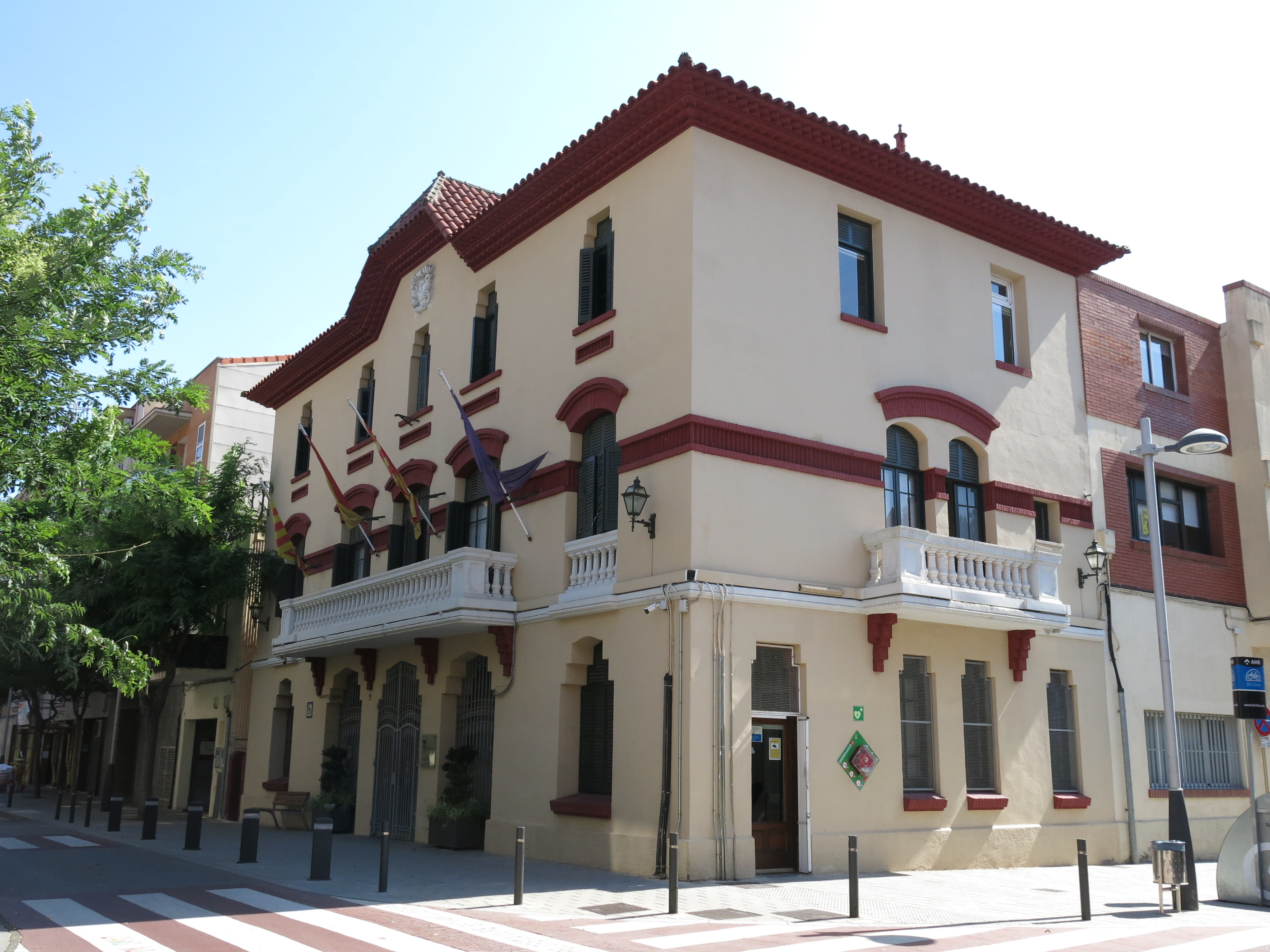
Ayuntamiento de San Juan Despí

- Parroquia de San Juan Bautista. Plaza de la iglesia, 1.

- Iglesia de Santa María de Pla del Vent (dependiente de la parroquia de San Juan Bautista). Calle del Jovent, 5

- Ermita de Santa María del Buen Viaje (dependiente de la parroquia de San Juan Bautista). Torrent del Negre, 6.

- Parroquia de Nuestra Señora del Carmen (Planes). Calle de Josep Maria Trías de Bes, 12.

## Administración y política
| Periodo   | Nombre                  | Partido | Partido                                        |
| --------- | ----------------------- | ------- | ---------------------------------------------- |
| 1979–1983 | Carles Riba Romeva      |         | Partit Socialista Unificat de Catalunya (PSUC) |
| 1983–2007 | Eduardo Alonso Palacios |         | Partit dels Socialistes de Catalunya (PSC)     |
| 2007–2023 | Antoni Poveda Zapata    |         | Partit dels Socialistes de Catalunya (PSC)     |
| 2023-act. | Belén García Criado     |         | Partit dels Socialistes de Catalunya (PSC)     |

| Partido político                                         | 2023  | 2023  | 2023       | 2019  | 2019  | 2019       | 2015  | 2015  | 2015       | 2011  | 2011  | 2011       | 2007  | 2007  | 2007       |
| Partido político                                         | %     | Votos | Concejales | %     | Votos | Concejales | %     | Votos | Concejales | %     | Votos | Concejales | %     | Votos | Concejales |
| Partit dels Socialistes de Catalunya (PSC)               | 49,23 | 7396  | 13         | 45,89 | 7929  | 11         | 42,63 | 6406  | 11         | 48,16 | 6332  | 13         | 53,83 | 6957  | 13         |
| En Comú Podem (ECP)-Iniciativa per Catalunya Verds (ICV) | 12,45 | 1871  | 3          | 9,41  | 1626  | 2          | 8,48  | 1275  | 2          | 12,25 | 1611  | 3          | 13,80 | 1784  | 3          |
| Esquerra Republicana de Catalunya (ERC)                  | 10,87 | 1634  | 2          | 15,87 | 2742  | 4          | 9,75  | 1465  | 2          | 4,62  | 607   | 0          | 7,05  | 911   | 1          |
| Partit Popular de Catalunya (PP)                         | 6,35  | 954   | 1          | 3,88  | 672   | 0          | 6,18  | 928   | 1          | 12,58 | 1654  | 3          | 10,57 | 1366  | 2          |
| Vox                                                      | 6,09  | 915   | 1          | —     | —     | —          | —     | —     | —          | —     | —     | —          | —     | —     | —          |
| Junts per Catalunya (JxC)-Convergència i Unió (CiU)      | 5,74  | 863   | 1          | 5,87  | 1015  | 1          | 5,70  | 856   | 1          | 10,96 | 1441  | 2          | 8,13  | 1051  | 2          |
| Ciutadans (CS)                                           | 2,79  | 420   | 0          | 9,58  | 1656  | 2          | 8,69  | 1306  | 2          | 3,22  | 423   | 0          | 4,12  | 532   | 0          |
| Podem-Sì Que Es Pot                                      | —     | —     | —          | 6,00  | 1038  | 1          | 11,47 | 1723  | 2          | —     | —     | —          | —     | —     | —          |

## Ciudades hermanadas
- Montilla, España